# Tittmoning
Tittmoning é uma localidade no distrito de Traunstein, na Baviera, Alemanha. Está situada na fronteira com a Áustria, na margem esquerda do rio Salzach, a 38 km de Salzburgo. Em 30 de junho de 2005 a sua população era de 6.151 habitantes. Nesta localidade o Papa Bento XVI passou parte de sua infância.